# Södra stambanan
Södra stambanan — електрифікована залізниця стандартної колії завдовжки 483 км між Мальме і Катрінегольмом, Швеція. 
Потяги продовжують рух до станції Стокгольм-Центральний коліями Västra stambanan. 
Лінія має сполучення з іншими залізницями: в Мальме, з Öresundsbanan до Копенгагена та у Лунді з Västkustbanan у напрямку Гетеборга.

## Історія
Перша черга залізниці було відкрито в 1856 році між Мальме і Лундом, а остання – в 1874 році. 
Було обрано незвичайний маршрут, оскільки лінія проходила далеко від багатьох великих міст того часу, таких як Гербю і Крістіанстад. 
Це була спроба «колонізувати» село та заселити його. 
Іншим стратегічним вибором було розміщення його далеко від узбережжя, щоб мінімізувати вразливість до військових атак. 
Декілька нових міст виникли або розрослися, коли залізницю збудували у цій місцевості, наприклад Еслев і Геслегольм.
Спочатку маршрут Катрінегольм – Нессьо мав назву Східної залізниці, тоді як початкове визначення Південної було збережено і, таким чином, зарезервовано для Мальме – Нессьо – Фальчепінг. 
Лише в 1990 році нещодавно засноване залізничне управління Банверкет змінило офіційне визначення відповідно до сучасного використання. (Лінія Нессьо-Фальчепінг стала відома як залізниця Єнчепінг.)

## Сьогодення
Лінія повністю складається щонайменше з чотирьох колій на дистанції Мальме–Арлев. 

На початок 2020-х високошвидкісні потяги SJ X2000 рухаються на значній частині шляху зі швидкістю 200 км/год.